# Internationella kongressen för genealogi och heraldik
Internationella kongressen för genealogi och heraldik är en konferens för genealogi och heraldik som anordnas vartannat år av Confédération Internationale de Généalogie et d'Héraldique.
Rapporter från konferenserna publiceras i skriftserien Genealogica & Heraldica.

## Kongresser
- I Barcelona (1929)
- II Rom/Neapel (1953)
- III Madrid (1955)
- IV Bryssel (1958)
- V Stockholm (1960)
- VI Edinburgh (1962)
- VII Haag (1964)
- VIII Paris (1966)
- IX Bern (1968)
- X Wien (1970)
- XI Liège (1972)
- XII München (1974)
- XIII London (1976)
- XIV Köpenhamn (1980)
- XV Madrid (1982)
- XVI Helsingfors (1984)
- XVII Lissabon (1986)
- XVIII Innsbruck (1988)
- XIX Keszthely (1990)
- XX Uppsala (1992)
- XXI Luxemburg (1994)
- XXII Ottawa (1996)
- XXIII Turin (1998)
- XXIV Besançon (2000)
- XXV Dublin (2002)
- XXVI Brygge (2004)
- XXVII St Andrews (2006)
- XXVIII Québec (2008)
- XXIX Stuttgart (2010)
- XXX Maastricht (2012)
- XXXI Oslo (2014)
- XXXII Glasgow (2016)[2]
- XXXIII Arras (2018)